# Nakamura Keiu

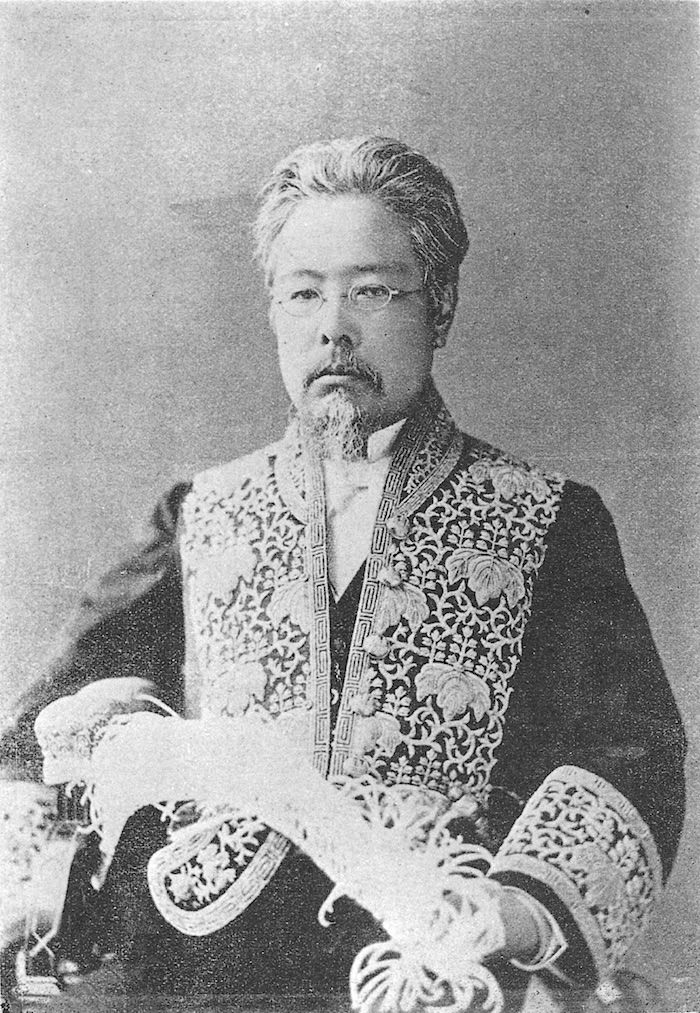
Keiu Nakamura

Nakamura Keiu (japanisch 中村 敬宇, bürgerlich Nakamura Masanao (中村 正直); * 26. Mai 1832; † 1. Juni 1891) war ein japanischer Pädagoge und Übersetzer.

## Leben
Nakamura, der aus einer Familie aus dem Samurai-Stand stammte, studierte von 1848 bis 1853 an der  Shōheikō, der offiziellen Akademie des Shogunates und wurde hier 1862 Lehrer für Konfuzianismus. 1866 wurde er nach England als Betreuer japanischer Studenten entsandt. Nach seiner Rückkehr nach Japan unmittelbar nach der Meiji-Restauration 1868 ließ er sich in Shizuoka nieder, wo er bis 1872 lebte und unterrichtete.
In dieser Zeit entstanden seine Übersetzungen von Samuel Smiles Self-Help (Saikoku risshi hen) und John Stewart Mills On Liberty (Jiyū no ri). Beide Werke erlebten zahlreiche Neuauflagen und vermittelten in Japan eine Vorstellung von den westeuropäischen Ideen der Individualität, Selbstverwirklichung und Freiheit.
1873 wurde Nakamura Mitglied der ersten japanischen Gesellschaft für westeuropäisch geschulte Lehrer, Meirokusha. Im selben Jahr gründete er die private Schule Dōjinsha, die sich der politischen und moralischen Bildung widmete, und die in dieser Schule angesiedelte Zeitschrift Dōjinsha bungaku zasshi. Am Weihnachtstag des Jahres 1874 empfing er von Pastor George L. Cochran (Methodist Church of Canada) die Taufe.
Von 1875 bis 1880 leitete Nakamura die Frauenschule in Tokyo, 1881 erhielt er eine Professur für chinesische Studien an der Universität Tokyo. Nach seiner Aufnahme in die Japanische Akademie der Wissenschaften 1879 wurde er 1886 in den Genrōin und 1890 den Kizokuin aufgenommen.